# Clarke Peters
Pour les articles homonymes, voir Peters.
Clarke Peters est un acteur, musicien et scénariste américain né le 7 avril 1952 à New York.

## Biographie
Peters, né Peter Clarke, est le second de quatre fils. Il est né à New York et a grandi à Englewood, dans le New Jersey. À douze ans, il a vécu sa première expérience théâtrale, dans une production scolaire de My Fair Lady. Il commence sérieusement à vouloir travailler dans le théâtre à l’âge de 14 ans. Il est diplômé de la Dwight Morrow High School en 1970.
Juste avant de quitter les États-Unis, il est arrêté, puis disculpé, après une manifestation contre la guerre du Viêt Nam. Il est alors accusé d'avoir bloqué les forces de police. Plus tard, il témoigne : « Cela me rendait plus en colère que n’importe quoi, parce que cela m’a montré à quel point on peut être impuissant en tant que citoyen américain. »

## Carrière
En 1971, le grand frère de Peter lui permet de travailler en tant que concepteur de costume pour la production de la comédie musicale Hair à Paris, dans laquelle il jouera plus tard. Une fois sur place, il reçoit une lettre du FBI l’accusant de désertion. Lorsqu’il revient dans le New Jersey pour contester cette accusation, il dit : « Si l’ennemi vient en Amérique, je serai là, mais je ne connais pas les Viêtnamiens. Si vous me dites d’aller dans l’armée, je n’irai pas. »
En 1973, il déménage à Londres. C’est là qu’il change de nom pour Clarke Peters, parce que le nom Peter Clarke est trop commun. Une fois à Londres, il forme un groupe de soul, baptisé The Majestics, et intervient en tant que seconde voix sur des tubes comme Love and Affection de Joan Armatrading, Boogie Nights de Heatwave, et sur certaines chansons de David Essex. Ceci étant, la musique n’est pas l’ambition principale de Peters, qui préfère travailler pour le théâtre.
Les comédies Gotta Shoe (1976) et Bubbling Brown Sugar (1977) donnent à Peters ses premiers rôles musicaux dans les théâtres du West End. Il les trouve grâce à l’aide de son ami Ned Sherrin. Il apparaît aussi dans les pièces Blues in the Night, Porgy and Bess, Les Sorcières d'Eastwick, Chicago et Chess. En 1981, Peters apparait dans le space western de Sean Connery, Outland...loin de la terre. Il y joue le Sergent Ballard, un traitre.
Après avoir écrit plusieurs revues avec Sherrin, Peters écrit le livret de Five Guys Named Moe en 1990, pour laquelle il reçoit une nomination aux Tony Awards. Il continue ensuite avec Unforgettable, une comédie musicale sur Nat King Cole, qui reçut des critiques “choquées”. Il apparaît dans la production britannique de Five Guys Named Moe en 2010.
En tant qu’acteur, il apparait dans The Iceman Cometh à Broadway, prestation pour laquelle il gagne un Theatre World Award, et dans le remake de Chicago, où il joue l’avocat véreux Billy Flynn, en 2000 et 2003. Dans des théâtres de « province », il apparaît dans Driving Miss Daisy, The Wiz, Bubbling Brown Sugar, Ma Rainey's Black Bottom, Carmen Jones, et The Amen Corner.
Peters est connu des téléspectateurs pour son rôle de l’inspecteur Lester Freamon dans la célèbre série Sur écoute (The Wire), diffusée sur HBO. Peters apparaît aussi dans la mini-série d’HBO The Corner, où il joue un drogué appelé Fat Curt, ainsi que dans la série Damages, diffusée sur FX, dans le rôle de Dave Pell. Les séries The Wire et The Corner sont toutes deux des créations de David Simon, écrivain et ancien journaliste au Baltimore Sun. Peters joue aussi dans la série Treme, diffusée sur HBO, dans le rôle d’Albert Lambreaux, « chef indien » du Mardi gras indien. Il apparaît aussi dans Coup de foudre à Notting Hill, K-PAX - L'homme qui vient de loin, Mona Lisa, La Couleur du crime, Nativity! et Marley & Moi.
Il joue aussi dans la série britannique Holby City, dans le rôle de Derek Newman, le père de Donna Jackson. Il double une partie de l’épisode animé Dreamland de la série Doctor Who. Dans l’épisode Couper les ponts de la série US Marshals : Protection de témoins, il joue un homme appelé Norman Baker/Norman Danzer, du service de protection des témoins. Il a le rôle de Nelson Mandela dans Endgame, un film de 2009, et celui de Bishop Enoch dans le film Red Hook Summer du réalisateur Spike Lee en 2012. En 2010, il lit Rita Hayworth et la rédemption de Shawshank, extrait du recueil de nouvelles Différentes Saisons de Stephen King, pour la chaine de télévision britannique BBC 7.
En septembre 2011, Peters apparait sur scène dans l'Othello de Shakespeare, au Crucible Theatre de Sheffield. Il joue le rôle-titre, en compagnie de Dominic West, lui aussi acteur dans la série The Wire – ce dernier joue le terrible personnage d'Iago.
Peters est narrateur dans la version livre-audio de Telegraph Avenue, d'après le roman de Michael Chabon, lancée en septembre 2012 par HarperAudio.

## Vie privée
Peters vit à Londres avec sa femme Penny et leur troisième fils, Max, qui joue le jeune Michael Jackson dans la comédie musicale du West End Thriller – Live. Il est adepte du Brahma Kumaris,.
Il a eu deux fils d’une précédente relation: Joe Jacobs, un acteur, et Guppy, qui est mort d’une tumeur du rein à l’âge de 4 ans, en 1990.

## Filmographie

### Comme acteur

#### Cinéma
- 1979 : The Music Machine : Laurie
- 1980 : Silver Dream Racer (en) de David Wickes : Cider Jones
- 1981 : Outland (Outland) : Ballard
- 1984 : Facelift : Bob Jangles
- 1986 : Mona Lisa : Anderson
- 1996 : Merisairas : Pounds
- 1999 : Coup de foudre à Notting Hill (Notting Hill) : 'Helix' Lead Actor
- 2001 : K-PAX - L'homme qui vient de loin (K-PAX) : Homeless Veteran
- 2003 : Président par accident (Head of State) : Fundraiser demo-tape man
- 2006 : La Couleur du crime (Freedomland) : Reverend Longway
- 2008 : Marley & Moi de David Frankel : éditeur
- 2014 : John Wick de David Leitch et Chad Stahelski : Harry
- 2017 : Three Billboards : Les Panneaux de la vengeance (Three Billboards Outside Ebbing, Missouri) de Martin McDonagh : Abercrombie
- 2019 : Harriet de Kasi Lemmons
- 2020 : Da 5 Bloods : Frères de sang (Da 5 Bloods) de Spike Lee : Otis
- 2022 : I Wanna Dance with Somebody de Kasi Lemmons : John Houston
- 2024 : L'Espion de Dieu de Todd Komarnicki : le révérend Adam Clayton Powell Sr.

#### Télévision
- 1983 : Saigon: Year of the Cat : Soldier
- 1988 : Menace Unseen : Mark Hallstrom
- 1989 : Monkeys : William Morgan Hetrick
- 1989 : Red King, White Knight : Jones
- 1990 : A Casualty of War : Grover T. Fleming
- 1992 : A Masculine Ending : Theo Sykes
- 1993 : Commando express (Death Train) (téléfilm) de David Jackson : C.W. Whitlock, Ph.D.
- 1994 : Chandler & Co : Jasper
- 2000 : The Corner : Fat Curt
- 2002-2008 : Sur écoute (The Wire) : Detective Lester Freamon (en)
- 2009 : Damages : Dave Pell
- 2009 : Doctor Who: Dreamland (série animée) : Aigle de Nuit
- 2010-2013 : Treme : Albert Lambreaux
- 2012-2013 : Person of Interest : Alonzo Quinn
- 2014 : Meurtres au paradis (Death in Paradise) : Marlon Croft (saison 3, épisode 5)
- 2014 : True Detective : Pasteur
- 2015 : Inspecteur Barnaby : Frank Wainwright (saison 17, épisode 3)
- 2015 : Jessica Jones : Detective Oscar Clemons
- 2015 : Show Me a Hero : Robert Mayhawk
- 2015 : London Spy : L'Americain
- 2016-2017 : Chance : Carl
- 2016 : Tunnel :  Sonny Persaud
- 2017 : The Blacklist: Redemption : Richard Whitehall
- 2017 : The Deuce : Melvin 'Ace'
- 2019 : His Dark Materials : À la croisée des mondes : Dr Carne, le Maître de Jordan College
- 2019 : Noël sous un ciel étoilé (Christmas Under the Stars) (téléfilm) de Allan Harmon : Clem Marshwell
- 2021 : Les Irréguliers de Baker Street (The Irregulars) : L'homme en blanc
- 2021 : Foundation : Abbas Hardin
- 2024 : Eric : George Lovett

### Comme scénariste
- 1995 : Five Guys Named Moe (vidéo)

## Voix francophones
En version française, Clarke Peters est doublé en 1981 par Med Hondo dans Outland, Pascal Renwick le double à deux reprises, pour le film Mona Lisa et la série New York, cour de justice. À partir de 2002 et la série Sur écoute, jusqu'en  2015 et la série London Spy, Clarke Peters est principalement doublé par Jean-Claude Sachot qui est notamment sa voix dans Damages, Treme, Person Of Interest ou encore Jessica Jones.
En parallèle, il est doublé par Paul Borne en 2014 dans John Wick et en 2016 dans Tunnel ainsi qu'à titre exceptionnel par François Siener dans Covert Affairs, Jean-Paul Pitolin dans True Detective, Frantz Confiac dans Inspecteur Barnaby et Patrick Descamps dans Associés contre le crime.
Le doublant une première fois en 2008 dans Marley et moi, Thierry Desroses devient à partir de 2017 sa voix régulière, le doublant dans The Deuce, Three Billboards, His Dark Materials, Merveilles imaginaires, Les Irréguliers de Baker Street et Foundation. Benoît Allemane, qui le double en 2009 dans US Marshals : Protection de témoins, le retrouve en 2015 dans Show Me a Hero et en 2017 dans Blacklist: Redemption, tandis qu'il est doublé à titre exceptionnel par Jean-Bernard Guillard dans Chance, Greg Germain dans Da 5 Bloods et Emil Abossolo-Mbo dans Eric.
En 2022, Rody Benghezala le double à deux reprises, dans The Man Who Fell to Earth et Whitney Houston: I Wanna Dance with Somebody.